# Santtu-Matias Rouvali
Santtu-Matias Rouvali (Lahti, 5 novembre 1985) è un direttore d'orchestra e percussionista finlandese.

## Biografia
Santtu-Matias Rouvali è nato a Lahti, Finlandia, proveniente da una famiglia di musicisti; i genitori di Rouvali suonavano nell'Orchestra Sinfonica di Lahti. È il più grande dei tre figli della sua famiglia. Uno dei suoi fratelli minori morì in un incidente d'auto all'età di 23 anni.
Rouvali ha studiato le percussioni fin da giovane, continuando gli studi presso l'Accademia Sibelius. Come percussionista Rouvali ha partecipato alle selezioni finlandesi per i giovani solisti dell'Eurovisione nel 2004 e si è esibito con orchestre come la Mikkeli City Orchestra, l'Orchestra Sinfonica di Lahti e l'Orchestra sinfonica della radio finlandese. Dall'età di 22 anni si è concentrato maggiormente sugli studi di direzione d'orchestra all'Accademia Sibelius, dove tra i suoi insegnanti c'erano Jorma Panula, Leif Segerstam e Hannu Lintu.
Nel settembre 2009 Rouvali ha diretto come ospite l'Orchestra sinfonica della radio finlandese come sostituto d'emergenza. Ha poi diretto la Tapiola Sinfonietta nel novembre del 2010. Nello stesso mese l'orchestra lo ha nominato artista in associazione con l'orchestra, a partire da settembre 2011, con un contratto di 3 anni.
Nel gennaio 2010 Rouvali ha diretto per la prima volta come ospite l'Orchestra Filarmonica di Tampere, tornando poi nel dicembre 2011. Nel settembre 2012 l'orchestra ha annunciato la sua nomina come direttore principale, a partire dalla stagione 2013-2014, con un contratto iniziale di 3 anni. Il suo contratto Tampere è durato fino al 2019.
Al di fuori della Finlandia Rouvali ha diretto l'Orchestra Filarmonica di Copenaghen nel novembre 2011, dove è diventato direttore ospite principale a partire dalla stagione 2013-2014. Nell'agosto 2014 ha fatto la sua prima apparizione come direttore ospite con l'Orchestra Sinfonica di Göteborg, che nel maggio 2016 lo nomina come prossimo direttore principale, dalla stagione 2017-2018, con un contratto iniziale di 4 anni. Nel marzo 2017 la Philharmonia Orchestra ha annunciato la nomina di Rouvali, insieme a Jakub Hrůša, fra i suoi due nuovi direttori ospiti principali, in vigore con la stagione 2017-2018.
Dal settembre 2021 è Direttore Principale (Principal Conductor) della Philharmonia Orchestra, sesto direttore ad occupare quel ruolo dalla fondazione dell'Orchestra nel 1945.
Rouvali ha realizzato registrazioni commerciali con la Oulu Philharmonic Orchestra per Ondine e con la Tampere Philharmonic per Orfeo.